# درباره خداشدن در مرکز فلوریدا
دربارهٔ خداشدن در مرکز فلوریدا (انگلیسی: On Becoming a God in Central Florida) مجموعه تلویزیونی کمدی سیاه اثر رابرت فانک و مت لوتسکی است که از ۲۵ اوت ۲۰۱۹ از شبکه شوتایم پخش شد. ستاره این مجموعه کیرستن دانست است و زمانش اوایل دهه ۱۹۹۰ میلادی. شوتایم در ۲۶ سپتامبر ۲۰۱۹ مجموعه را برای یک فصل دیگر تمدید کرد.